# مجلة الدراسات القرآنية
مجلة الدراسات القرآنية هي مجلة علمية محكمة تصدر عن «دار أدنبرة» بالنيابة عن «مركز الدراسات الإسلامية» في مدرسة الدراسات الشرقية والإفريقية اللندنية.
تولى محمد عبد الحليم سعيد رئاسة تحريرها منذ إصدارها منذ عام 1999 م وحتى الآن. تهتم المجلة بالدراسات الأكاديمية حول القرآن وتقييمات لكتب ولأخبار وتقارير باللغتين الانكليزية والعربية.

## وصلات خارجية
- الموقع الرسمي